# Outward Bound (film 1930)
Outward Bound (1930) è la trasposizione cinematografica dell'omonimo lavoro teatrale del 1923 di Sutton Vane. Nel cast del film figurano Leslie Howard al suo esordio hollywoodiano, Douglas Fairbanks Jr., Helen Chandler, Beryl Mercer, Montagu Love, Alison Skipworth, Alec B. Francis, and Dudley Digges.
Il dramma di Sutton Vane era stato messo in scena nel 1924 da Robert Milton. Nella versione teatrale, Leslie Howard interpretava il ruolo di Henry, al fianco di Margalo Gillmore nel ruolo di Ann, mentre la parte di Tom Prior era stata interpretata da Alfred Lunt.
Fu fatto un remake del film, parzialmente modificato, nel 1944, col titolo Tra due mondi.

## Trama
Un gruppo di passeggeri si ritrova a bordo di una nave senza equipaggio che viaggia verso una destinazione ignota. Le loro storie si rivelano una ad una. Tom Prior scopre di viaggiare col suo ex-capo, Mr. Lingley. A bordo c'è anche la madre di Tom, Mrs. Midget, la cui identità è sconosciuta al figlio. Una giovane coppia, Henry ed Ann, sta vivendo una storia d'amore impossibile. Col passare del tempo, i passeggeri capiscono quello che sta accadendo: sono tutti morti, e stanno viaggiando verso la loro meta, l'inferno o il paradiso; saranno giudicati durante il viaggio. 
Avvicinandosi alla destinazione finale, siedono in attesa di Thompson, l'«esaminatore», il quale dovrà decidere quale premio o quale punizione dovranno ricevere.
Ma Henry ed Ann, che hanno tentato il suicidio ma non sono ancora morti, si trovano sospesi in una specie di limbo fra la vita e la morte. Alla fine Henry è salvato dall'intervento del suo cane e viene portato in salvo insieme ad Ann.